# 張翰 (晉朝)
張翰（？—？），字季鷹。吳郡吳縣（今江蘇蘇州）人。西晉文學家。其父親是三國孫吳的大鴻臚張儼。

## 生平
張翰性格放縱不拘，被當時的人看作阮籍一樣，所以給他一個稱號叫做「江東步兵」。會稽人士賀循受徵召要去洛陽任官，經過吳郡時與張翰熟識，張翰知道他要進京，就跟他說：「我也有事要進京」，就在沒有告知家人的狀況下，直接與賀循一同進京。
永寧元年（301年），齊王司馬冏執政時期，徵召張翰為大司馬東曹掾。張翰告訴同郡的好朋友顧榮說：「現今天下紛紛擾擾，災禍戰亂都沒有停止。您名聲遠播四海，想要退出政壇很難。我本來就是生活在山林之中，對現實社會沒有抱持期望。您要明智地來思慮前進或是後退的規劃。」顧榮握住他的手愴然說：「我也想跟你一起採南山的蕨草，飲用三江的清水。」
永寧二年（302年），張翰一日見秋風起，想到故鄉吳郡的菰菜、蓴羹、鱸魚膾，說：“人生贵得适志，何能羁宦数千里，以要名爵乎？”因此作歌曰：“秋风起兮佳景时，吴江水兮鲈正肥。三千里兮家未归，恨难得兮仰天悲。”於是棄官還鄉，這是成語「鱸膾蓴羹」的典故。不久，齊王司馬冏兵敗，張翰得免於難，世人都認為他的棄官是看準時機。有人問他說，「您可以一時生活很快樂，難道你沒想過過世之後的名聲怎樣嗎？」張翰回答說：「給我死後的名聲還不如現在給我一杯酒。」所以世人才了解他的曠達。他活到57歲於家中過世。
他曾經有一本著作《首丘賦》，大多都失傳了。他部分的詩文被收錄於《昭明文選》、《先秦漢魏晉南北朝詩》和《全上古三代秦漢三國六朝文》等書中。唐朝李白的詩作中常常提到張翰，如《送張舍人之江東》、《行路難》、《金陵送張十一再遊東吳》等等。
張翰與顧榮的私交非常好。永嘉六年（312年），顧榮過世之時，張翰非常難過，先是用琴演奏了數曲，然後手撫著琴說：「不知道顧彥先還能不能聽的到？」之後就痛哭不止。

## 延伸阅读
[在维基数据编辑]
 在维基文库阅读此作者作品
 《晉書/卷092》，出自房玄齡《晉書》

## 資料來源
- 《晉書》卷九十二 列傳第六十二 文苑 張翰傳
- 《資治通鑑》卷84